# The Intersphere
The Intersphere est un groupe allemand de rock alternatif et progressif, originaire de Mannheim.

## Histoire

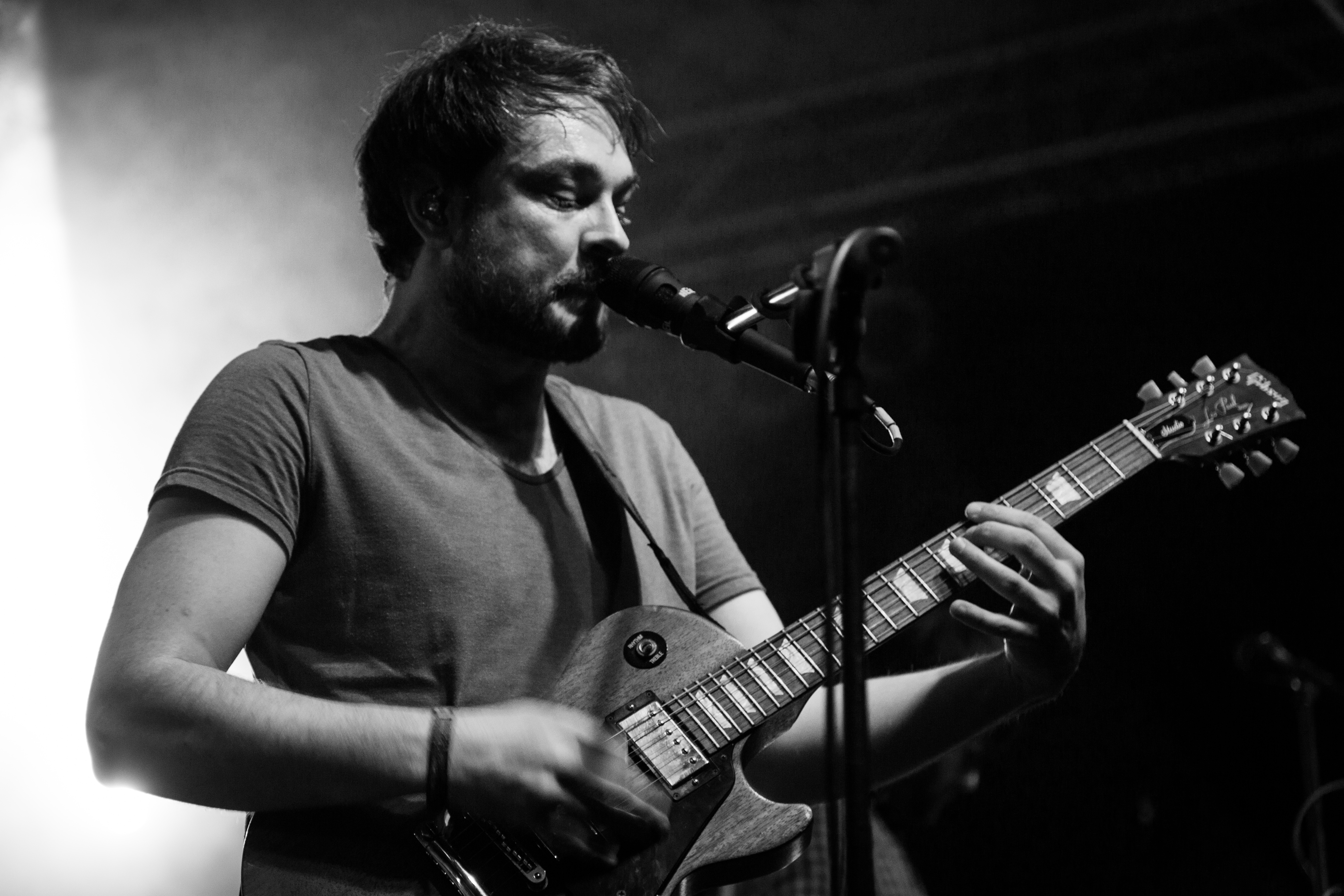
Christoph Hessler à l'Euroblast Festival en 2015, avec The Intersphere.

En 2006, ils auto-produisent leur premier album, s.o.b.p., dont la chanson-titre Small Ones Brain Pain est extraite en tant que single. Par la suite, le groupe donne de nombreux concerts dans toute l'Allemagne, la plupart du temps dans des petits clubs et des centres de jeunesse. Au Deutschlandfunk, Hessler souligne l'importance de ces expériences pour le groupe : « On a simplement toujours essayé de jouer beaucoup, de prendre toutes les prises électriques, de jouer dans de nombreux clubs et de continuer à développer cela. C'est ainsi que le son du groupe s'est développé. Chacun savait où était sa place et comment l'occuper au mieux ».
Afin de refléter le caractère du groupe, les membres décident en 2009 de le rebaptiser The Intersphere. Selon leurs propres dires, ce nom est choisi en raison de leur orientation musicale, qui trouve ses racines dans une multitude d'influences différentes.
L'album Interspheres >< Atmospheres est enregistré au studio Horus à Hanovre et mixé par Arne Neurand. Prodigy Composers est publié en tant que single, qui fait encore partie intégrante des concerts live de The Intersphere et est considéré par Hessler comme « précurseur pour le son du groupe en général ». 
En 2012, le groupe sort Hold On, Liberty!. Christoph Hessler en est le producteur, tandis qu'Arne Neurand se charge à nouveau du mixage. Musicalement, The Intersphere se montre parfois plus dur que sur Interspheres >< Atmospheres, de sorte que Hold On, Liberty! peut être considéré comme un lien entre leurs deux premiers albums.  Un an et demi seulement après la sortie de Hold On, Liberty!, The Intersphere entre en studio pour la production d'un nouvel album. Cette fois-ci, ils choisissent les studios Toolhouse à Rotenburg a.d. Fulda sur recommandation du coproducteur, ingénieur du son et de mixage Moritz Enders. Le propriétaire du studio, Wolfgang Manns, participe aux enregistrements en tant qu'ingénieur du son, tandis que Moritz Enders avait déjà collaboré avec des artistes de renom tels que Casper, Kraftklub, Thees Uhlmann et Bosse. Christoph Hessler reprend le rôle de producteur. Une fois de plus, les enregistrements sont réalisés en tant que prises live suivies d'overdubs.
Musicalement, le répertoire se développe en intégrant dans les morceaux de The Intersphere des sonorités qui n'étaient pas ou peu utilisées auparavant, notamment des synthétiseurs et des instruments à cordes. En particulier dans le morceau Out of Phase, l'ami de longue date du groupe et membre d'Apparat Philipp Thimm apporte sa contribution à l'univers sonore élargi en imitant à lui seul un orchestre complet. La collaboration avec Enders ainsi que le développement général du groupe aboutissent à un niveau de production inégalé jusqu'à présent, qui est également souligné par la presse,,. L'album sort au printemps 2014 sous le titre Relations in the Unseen et atteint la 26e place des charts allemands des albums. Comme pour Hold On, Liberty!, des sessions live filmées accompagnent la sortie en tant que promotion, au cours desquelles The Intersphere enregistre des morceaux choisis dans un environnement de studio.
En 2018 sort The Grand Delusion. La couverture est réalisée pour la quatrième fois par l'artiste berlinois Drømsjel, après Interspheres >< Atmospheres, Hold On, Liberty! et Relations in the Unseen. 

## Discographie
- 2006 : S.O.B.P.
- 2010 : Interspheres >< Atmospheres (ProgRock Records)
- 2012 : Hold On, Liberty! (Long Branch Records) (63e en Allemagne[10])
- 2014 : Relations in the Unseen (Long Branch Records) (26e en Allemagne[10])
- 2018 : The Grand Delusion (Long Branch Records) (81e en Allemagne[10])
- 2023 : Wanderer (Osyssey Music Network) (27e en Allemagne[10])